# 82
| 82                 |
| ------------------ |
| Dødsfald - Fødsler |
|                    |

| Gregoriansk kalender | 82 LXXXII               |
| Ab urbe condita      | 835                     |
| Armensk kalender     | I/T                     |
| Kinesiske kalender   | 2778 – 2779 辛巳 – 壬午 |
| Etiopisk kalender    | 74 – 75                 |
| Jødisk kalender      | 3842 – 3843             |
| Hindukalendere       |                         |
| - Vikram Samvat      | 137 – 138               |
| - Shaka Samvat       | 4 – 5                   |
| - Kali Yuga          | 3183 – 3184             |
| Iransk kalender      | 540 BP – 539 BP         |
| Islamisk kalender    | 557 BH – 556 BH         |

Se også 82 (tal)